# Patto con riscatto
Patto con riscatto è un singolo del cantautore italiano Vasco Rossi, pubblicato il 21 ottobre 2022 come quinto estratto dal suo diciottesimo album in studio Siamo qui.

## Tracce
1. Patto con riscatto – 3:28